# Kagran (métro de Vienne)
Kagran (en allemand : U-Bahn-Station Kagran) est une station de la ligne U1 du métro de Vienne. Elle est située dans le quartier Kagran (de), sur le territoire du XXIIe arrondissement Donaustadt, à Vienne en Autriche. Elle dessert notamment la Steffl Arena.

## Situation sur le réseau

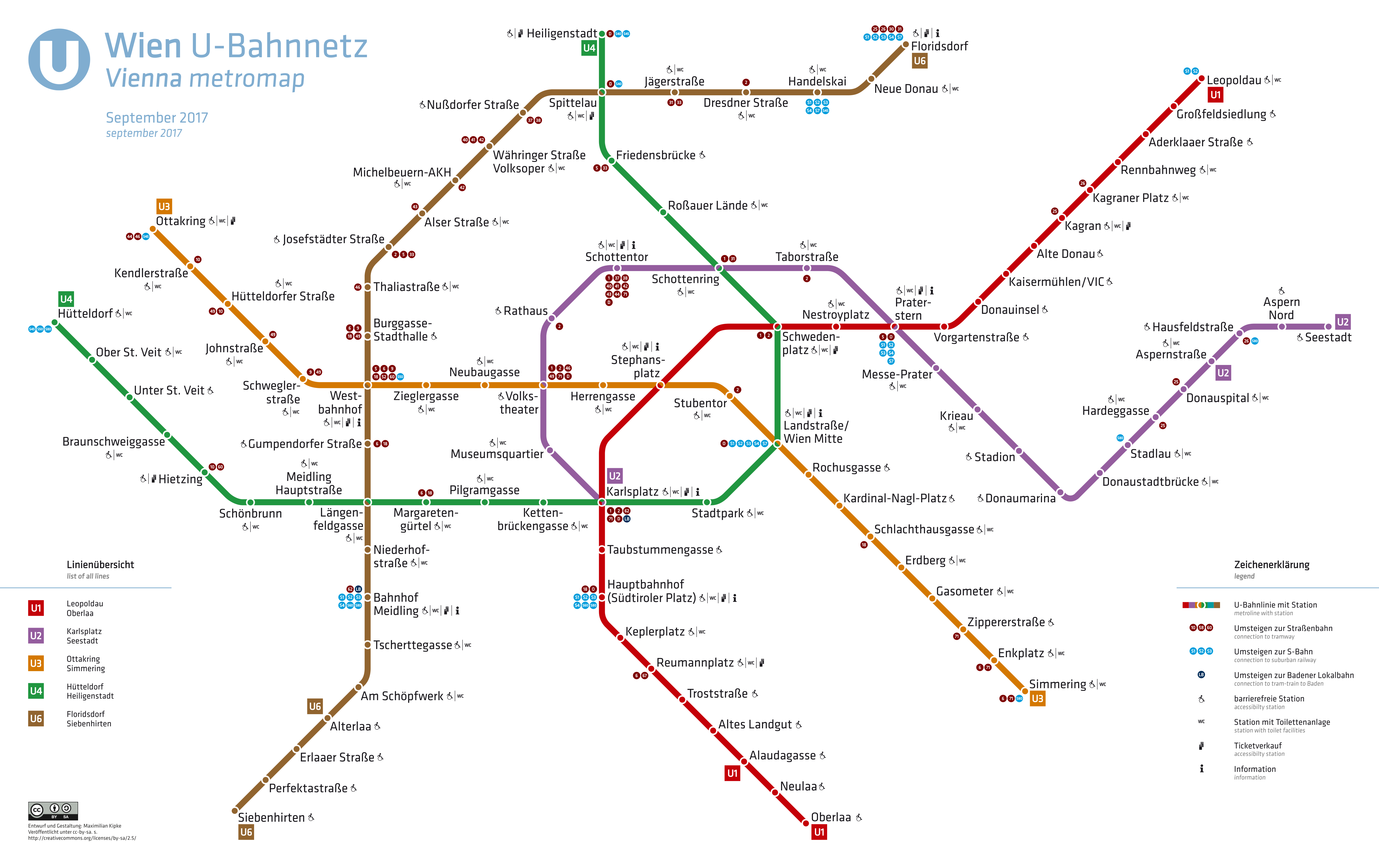
Plan du métro (2017).

Établie en aérien, Kagran est une station de passage de la ligne U1 du métro de Vienne, elle est située entre la station Alte Donau, en direction du terminus sud Oberlaa, et la station Kagraner Platz, en direction du terminus nord Leopoldau.
Elle dispose des deux voies de la ligne encadrées par deux quais latéraux.

## Histoire
La station Kagran est mise en service le 3 septembre 1982, lors de l'ouverture à l'exploitation du prolongement de Praterstern au nouveau terminus de Kagran.
Elle devient une station de passage le 2 septembre 2006, lors de l'ouverture à l'exploitation du prolongement suivant de Kagran à Leopoldau.

## Services aux voyageurs

### Accès et accueil

Installations
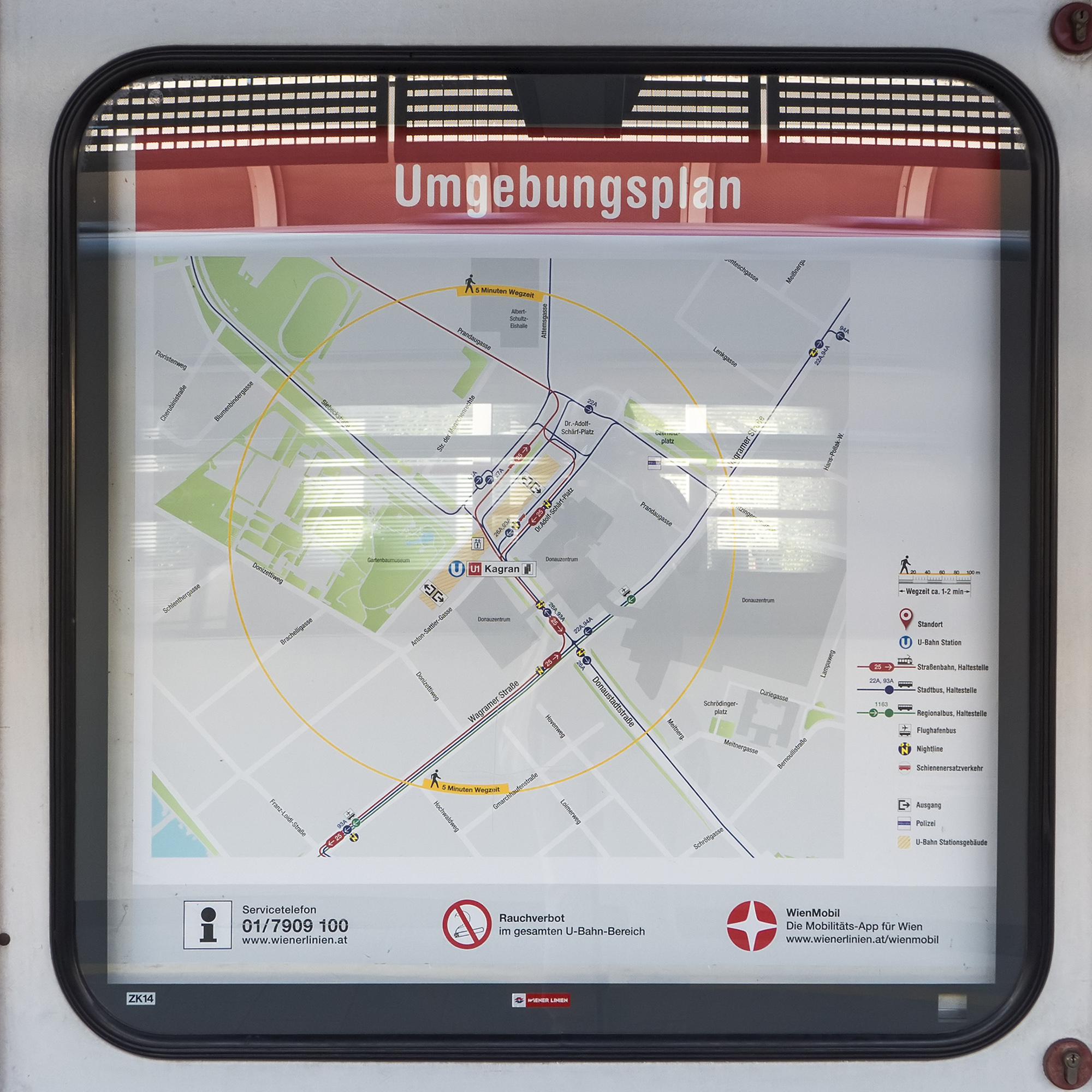
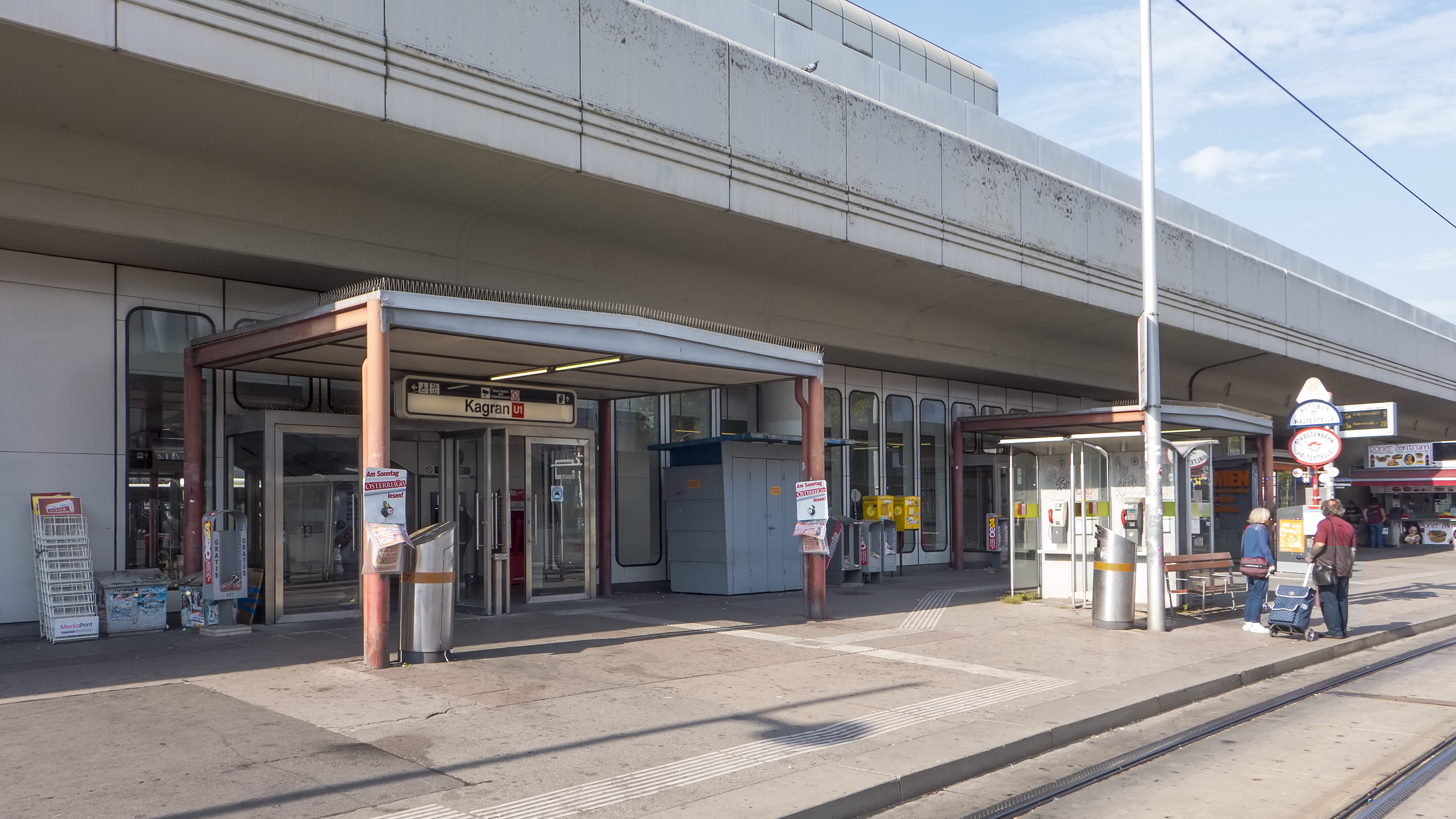
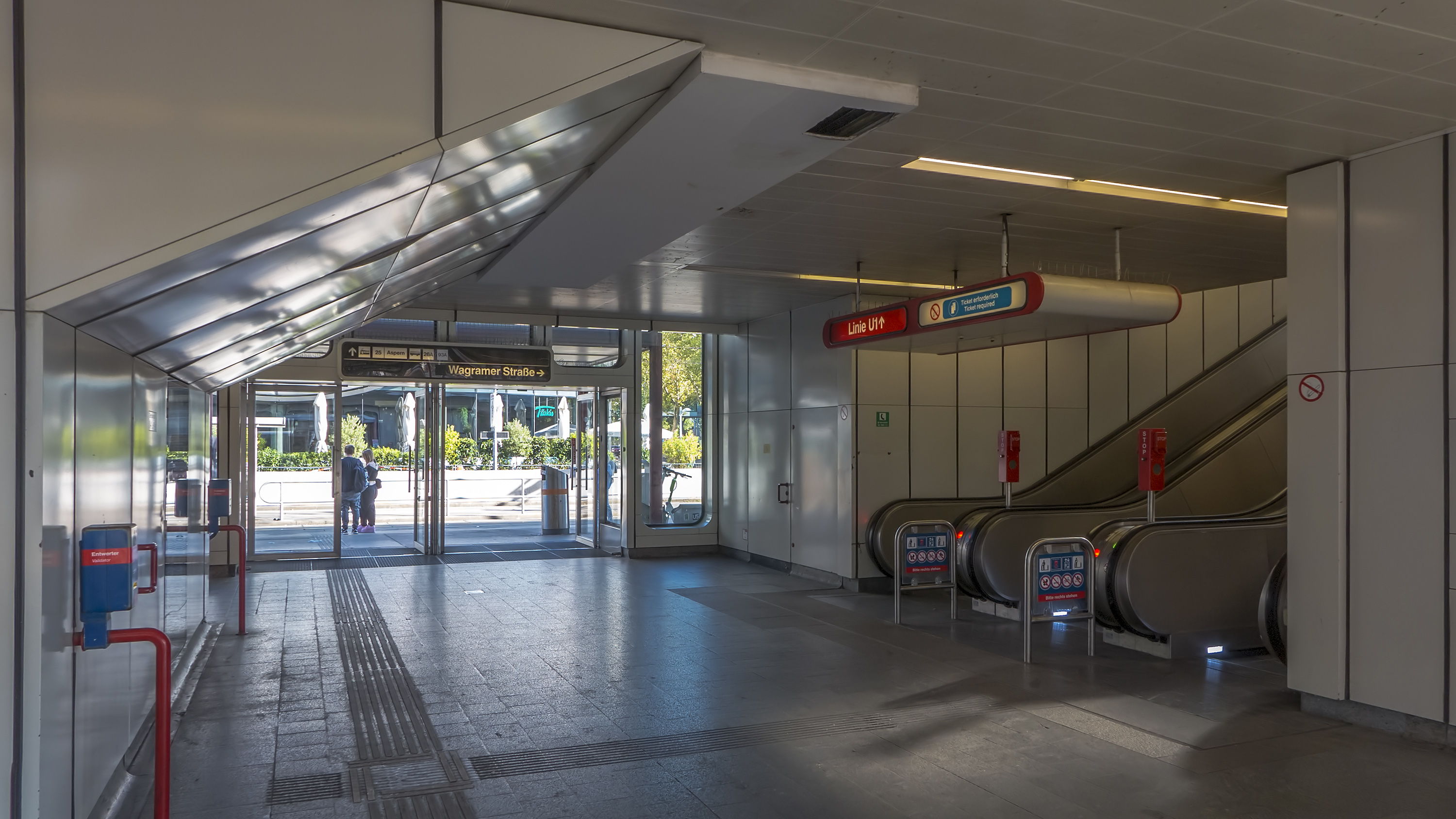

### Desserte

Installations et desserte
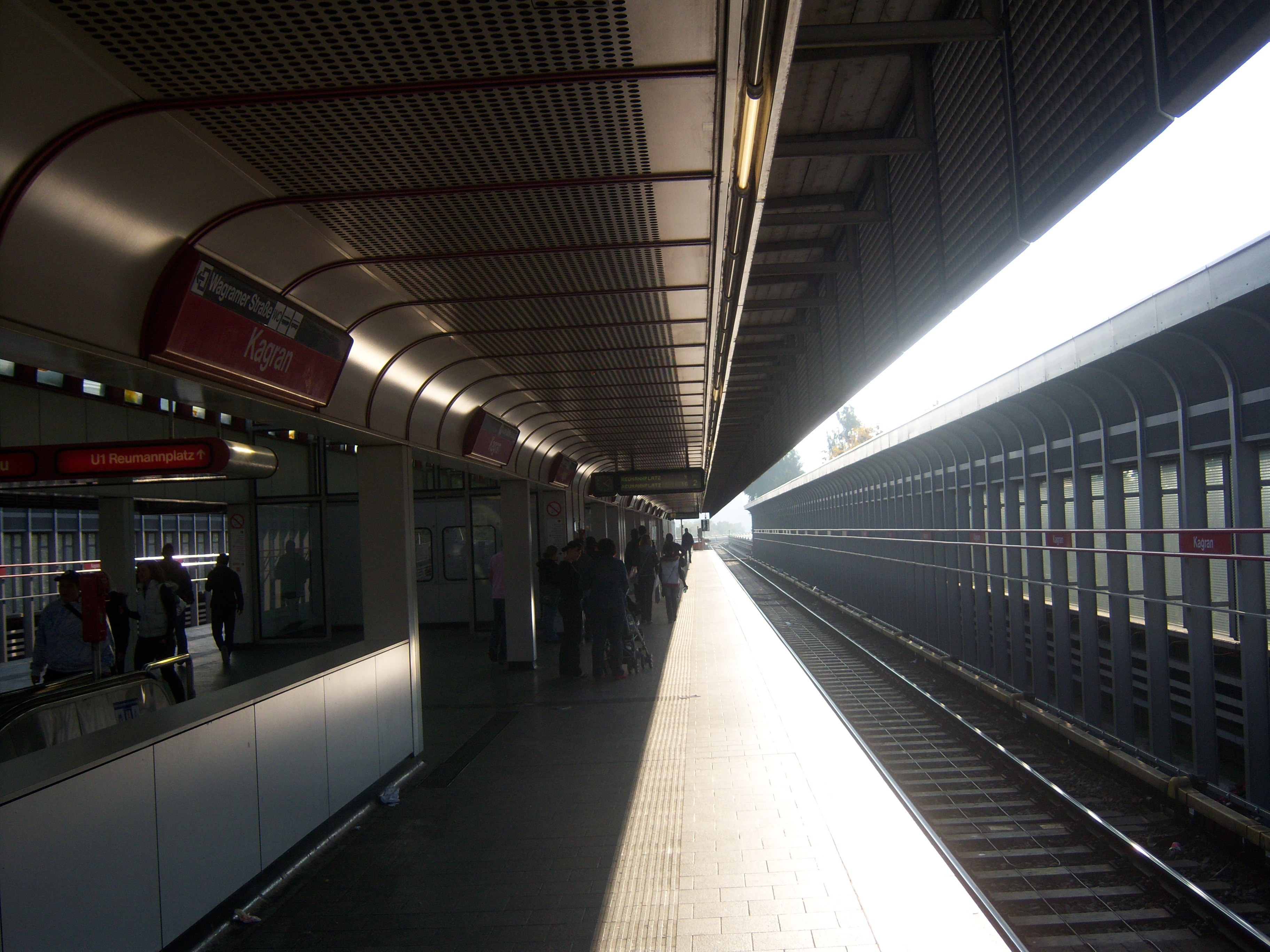
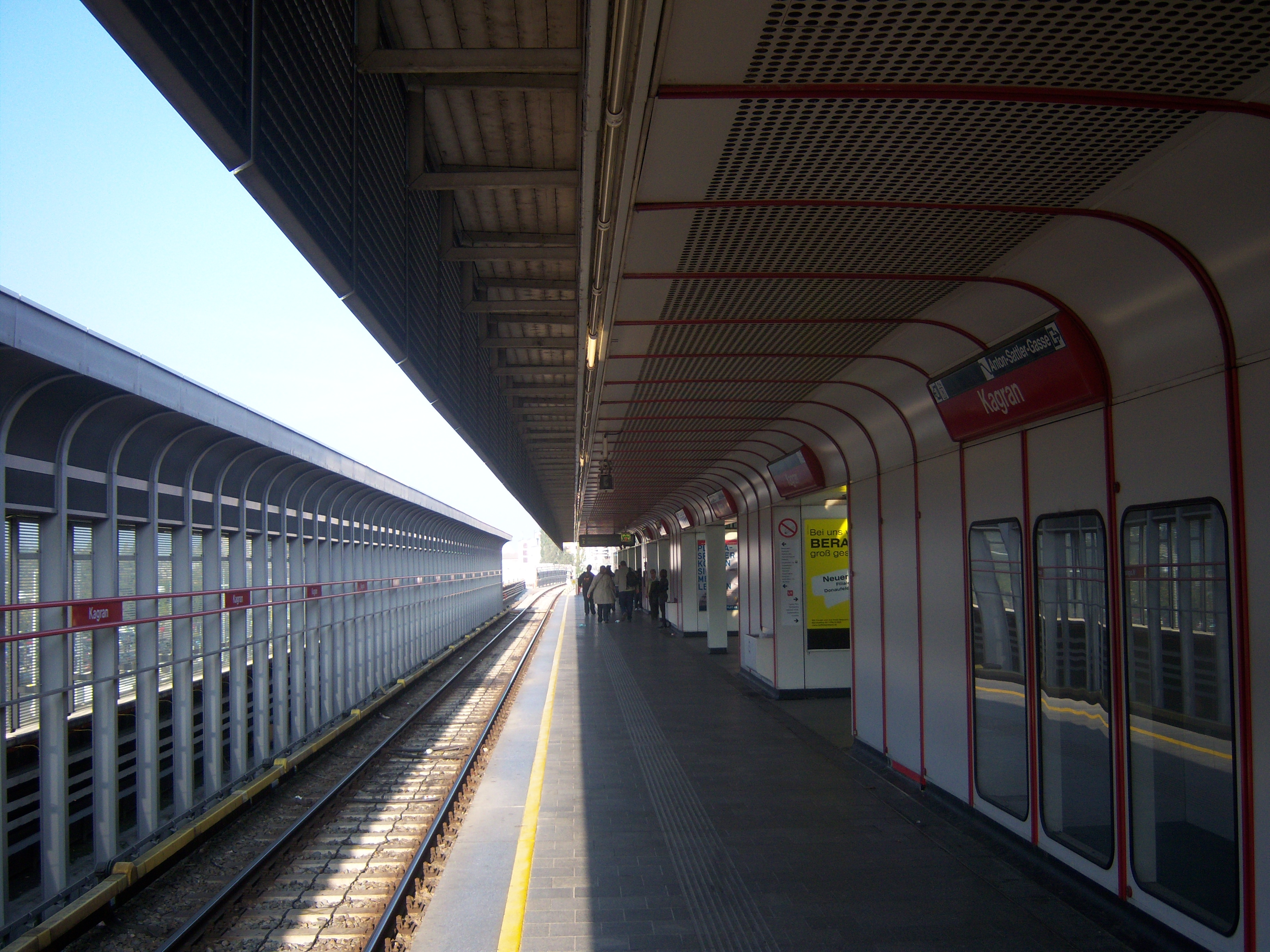
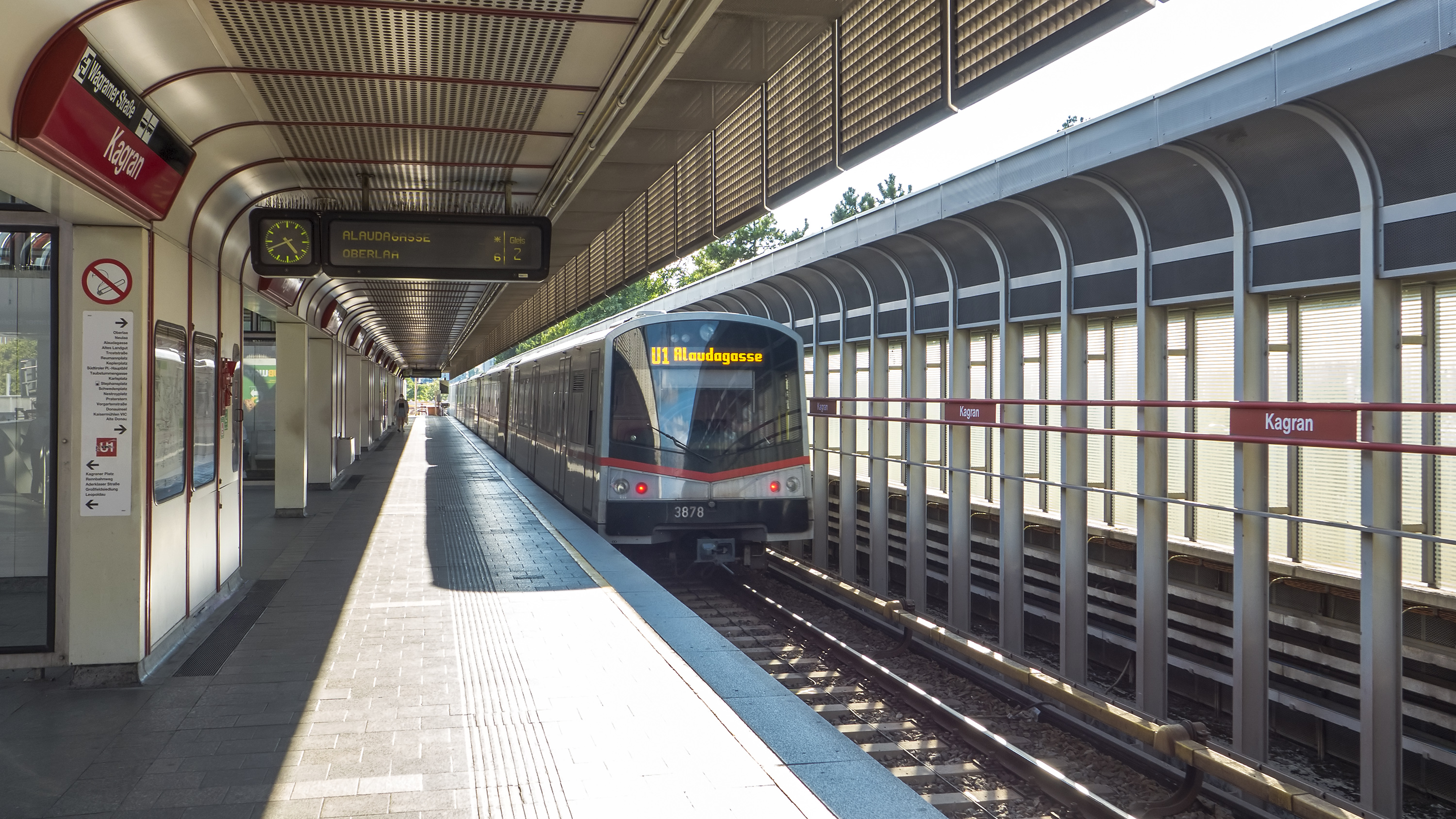

## À proximité
- Steffl Arena (complexe sportif polyvalent)